# Hello God
Hello God és una pel·lícula estatunidenca dirigida per William Marshall, estrenada el 1951.

## Argument
Un soldat desconegut (Errol Flynn) explica la història de quatre joves que són morts a la Batalla d'Anzio abans d'anar al cel. Mentre s'acosten al cel, els soldats pregunten si seran acceptats, tot i que arriben molt de temps abans de poder completar les seves vides a la Terra.

## Producció
Flynn va fer la pel·lícula en societat amb William Marshall, un actor convertit en productor. La pel·lícula en principi es titulava Before You Sleep Tonight. Flynn va fer la pel·lícula a Itàlia a finals de 1949 en el camí de tornada de l'Índia, on havia  estat filmant Kim. Va treballar-hi durant  deu dies i Flynn diu el seu cost era 2.700 dòlars per dia.

## Repartiment
- Errol Flynn: Home a Anzio Beach
- Sherry Jackson: Petita italiana
- William Marshall: Narrador (veu)